# Ruine Kienberg-Heidegg
Die Ruine Kienberg-Heidegg, auch Chilchburg genannt, ist die wenig besuchte Ruine einer Höhenburg auf einem Bergsporn in der Gemeinde Kienberg im schweizerischen Kanton Solothurn. Erhalten sind Gräben, Stellen von Gebäuden sowie Mauerreste.

## Geschichte
Die Ruine wurde kaum untersucht und nicht konserviert. Die Burg wurde vermutlich nach Aufgabe der Alt-Kienberg zum Hauptsitz der Herren von Kienberg. Beim Konflikt mit den Grafen von Froburg, wurde die Burg durch diese 1241 zerstört. Da es nach der Niederlage den Kienbergern für 20 Jahre verboten wurde, diesen Wohnsitz wieder aufzubauen, verlegten die Kienberger ihren Hauptsitz nach Küttigen (Burg Königstein). 1263 wurde Heinrich von Kienberg Schultheiß von Olten, vermutlich mit Sitz in der dortigen Burg Kienberg («Kienberg in der Ey»). Sein Vetter Jakob wurde zum Schultheiß von Bern.

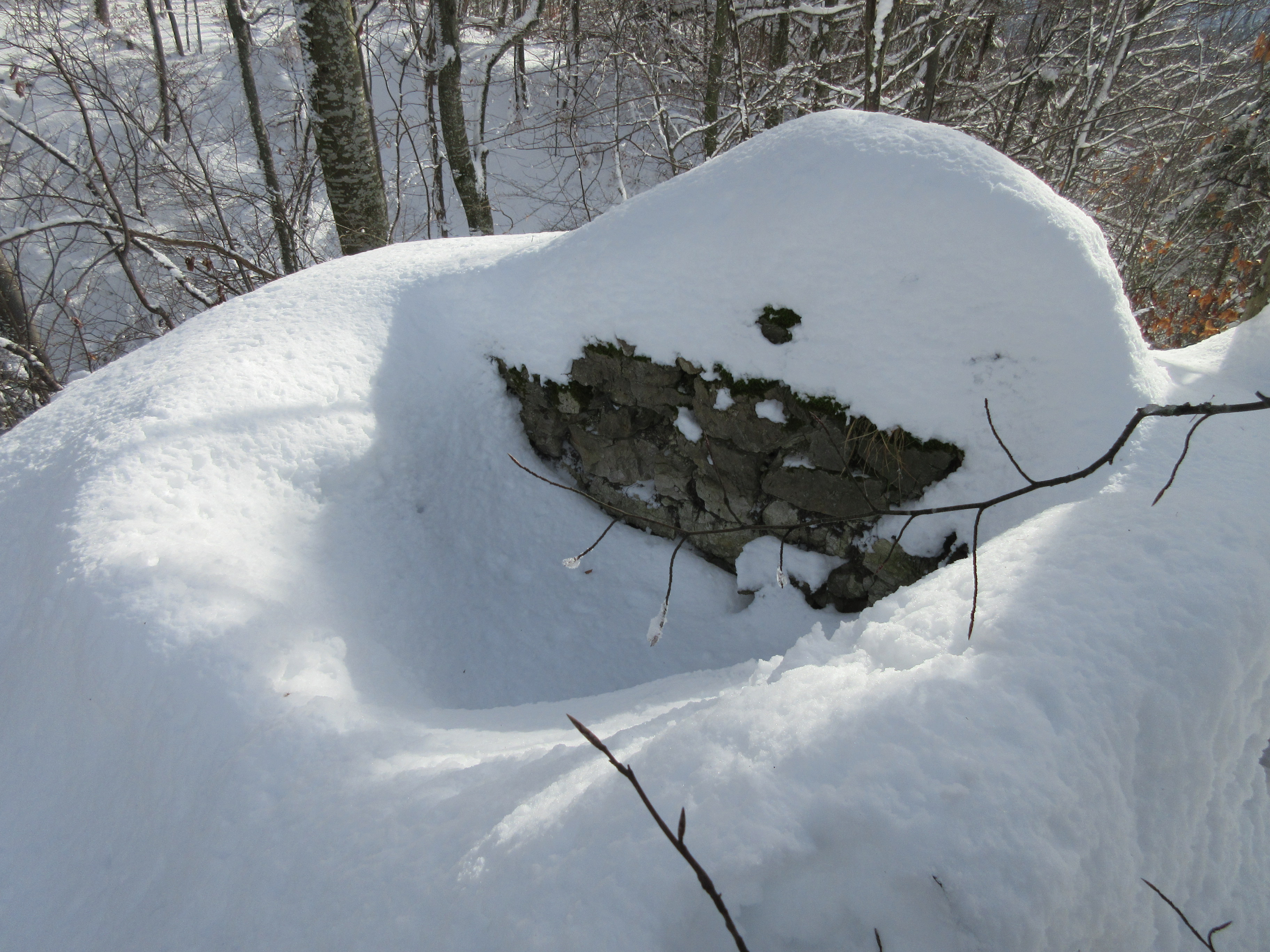
Vermutlich das Fundament eines eckigen Turms. Stand Januar 2021.

Nach der zwanzigjährigen Frist wurde die Burg wieder hergerichtet und die Kienberger waren nun Habsburg unterstellt. 1359 wurde die Burg verpfändet, teilweise an den Grafen von Thierstein-Farnsburg. 1391 löste Petermann von Heidegg (Neffe des Claus von Kienberg) das Pfand ein und bekam die Herrschaft über die Burg. Die neuen Herren von Heidegg waren im Besitz der Anlage bis 1523, als Hans Ulrich von Heidegg seine Herrschaft für 3200 Gulden an die Stadt Solothurn verkaufte. Die Stadt kümmerte sich nicht um die Anlage, weshalb sie zerfiel. Als Habsburg den Verkauf nachträglich 1532 anerkannte, war die Burg bereits eine Ruine.